# Cláudio Fontana
Cláudio de Toledo Fontana (ur. 3 lipca 1962 w São Paulo, w stanie São Paulo) – brazylijski aktor telewizyjny i producent teatralny. 
Przez sześć lat występował w teatrze amatorskim przy Klubie Sportowym Pines w São Paulo. W 1990 roku zadebiutował na profesjonalnej scenie w spektaklu Carlosa Alberto Soffredini Przyjdź do mnie, aby zabrać jeszcze swoje (Vem buscar-me que ainda sou teu), a za swój występ odebrał nagrodę Premium APETESP jako obiecujący aktor. Wkrótce potem pojawił się w swojej pierwszej telenoveli TV Globo Deus Nos Acuda jako Ígor Bismark.
W latach 1995–97 był prezenterem programu TV Globo Globo Ecologia.
W filmie dokumentalnym Zico (2002) zagrał postać brazylijskiego piłkarza Arthura Antunesa Coimbry czyli Zico. Film był prezentowany na Międzynarodowym Festiwalu Filmowym w São Paulo, w stanie São Paulo (2003) i Międzynarodowym Festiwalu Filmowym w Minneapolis (2004).
W miniserialu Król Dawid (Rei Davi, 2012) zagrał postać Jonatana.

## Filmografia

### telenowele
- 1992: Deus Nos Acuda jako Ígor Bismark
- 1993: Fera Ferida jako Áureo Pontes Pompilho de Castro
- 1995: As Pupilas do Senhor Reitor jako Manoel do Alpendre
- 1997: O Amor Está no Ar jako Caco
- 1999: Tiro & Queda jako Marcelo
- 2002: A Pequena Travessa jako Hugo
- 2004: Jedno serce (Um Só Coração) jako Jayme Penteado
- 2004: Twoje oczy (Seus Olhos) jako Gilson
- 2005: América jako Dado
- 2008: Ciranda de Pedra jako Rogério
- 2012: Król Dawid (Rei Davi) jako Jonatan

### filmy dokumentalne
- 2002: Zico jako Zico